# Pilar (ort i Argentina, Córdoba)
Pilar är en ort i Argentina.   Den ligger i provinsen Córdoba, i den centrala delen av landet, 600 km nordväst om huvudstaden Buenos Aires. Pilar ligger 334 meter över havet och antalet invånare är 12 488.
Terrängen runt Pilar är platt, och sluttar österut. Närmaste större samhälle är Río Segundo, 4,1 km nordväst om Pilar.
Trakten runt Pilar består till största delen av jordbruksmark. Runt Pilar är det ganska glesbefolkat, med 21 invånare per kvadratkilometer.